# Hästestruten, Dalsland
Hästestruten är en sjö i Färgelanda kommun i Dalsland och ingår i Örekilsälvens huvudavrinningsområde. Hästestruten ligger i Kroppefjäll Natura 2000-område.